# Mehanički prijenos
Mehanički prijenos je prijenos snage ili gibanja s pogonskoga na gonjeni dio stroja uz pomoć mehaničkog sklopa ili prijenosnika. Taj se sklop u osnovi sastoji od pogonskoga i gonjenoga člana koji rotiraju (vrte), a prijenos se ostvaruje njihovim izravnim dodirom, ili neizravno, remenom, užetom, lancima ili slično. Različitim promjerom članova postižu se njihove različite brzine vrtnje (broj okretaja). Zbog toga je glavno obilježje mehaničkog prijenosa prijenosni omjer, to jest omjer brzine vrtnje pogonskoga i gonjenoga člana. Ako je taj omjer veći od jedan, brzina vrtnje stroja smanjuje se, a zakretni moment, odnosno sila povećava: mehanički je uređaj kojim se to postiže reduktor. Kada je prijenosni omjer manji od jedan, uređaj se naziva multiplikator. Uređaj s promjenljivim prijenosnim omjerom naziva se mjenjač brzine. S pogonskoga na gonjeni član sila se može prenositi njihovim posebnim multiplikator oblikom (zupčanički, zupčasti remenski, lančani prijenos) ili trenjem (tarni, remenski prijenos). 
Tarni prijenos najjednostavniji je oblik prijenosa izravnim dodirom: snaga se njime prenosi trenjem među članovima – tarenicama (frikcijskim kotačima). Zupčanički prijenos danas se najčešće primjenjuje, a ostvaruje se parom zupčanika u međusobnom dodiru čije osi mogu biti usporedne, okomite ili kose. Izvodi se za prijenos od najmanjih do najvećih snaga, u široku rasponu prijenosnih omjera, čak i za vrlo visoke brojeve okretaja. Ima veliku pogonsku sigurnost i dug vijek trajanja, mogućnost kratkotrajna preopterećenja, te razmjerno jednostavno održavanje. Remenski prijenos među članovima (remenicama) ostvaruje se neizravno, preko gibljiva remena spojenih krajeva, a remen može biti plosnat ili klinast. Prijenos obodne sile s remenice na remen postiže se trenjem. Remenskomu je prijenosu sličan prijenos u kojem se umjesto remena rabi uže (čelično, ili od prirodnih ili umjetnih vlakana). Lančani prijenos također je neizravan, ali se snaga prenosi oblikom članova: čine ga par zupčanika i lanac koji na njih nasjeda. Planetarni prijenos ostvaruje se tako da mu barem jedan član (planetarni član) osim oko vlastite osi, rotira oko još jedne osi. Odlikuje se velikim prijenosnim omjerom, malim dimenzijama i velikom specifičnom snagom. Ovisno o izvedbi, sastoji se od više zupčanika ili tarenica, od kojih je barem jedan središnji (sunčani) nepomične geometrijske osi, a jedan planetarni.

## Mjenjač brzine
Mjenjač brzine je uređaj ili mehanički prijenosnik koji, kod motornih vozila, alatnih strojeva i slično, služi za promjenu brzine vrtnje ili smjera okretanja pogonskoga vratila, radnoga vretena i drugog, a da se pritom brzina vrtnje pogonskoga stroja ili motora ne mijenja. Time se omogućuje da brzina vrtnje na primjer automobilskoga motora, bez obzira na uvjete rada, uvijek bude u optimalnom području, a iskorištenje raspoložive snage najbolje. Mjenjač brzine vrsta je reduktora s promjenljivim prijenosnim omjerom, a promjena može biti skokovita ili kontinuirana. Kod motornih vozila najrašireniji je mjenjač brzine sa zupčanicima, kojemu se promjena prijenosnog omjera (prijenosnoga stupnja, brzine) odvija skokovito, ukopčavanjem različitih parova zupčanika. Takav je i sinkronizirani mjenjač brzine, kojemu su svi parovi zupčanika stalno u zahvatu, ali se zupčanici na izlaznom vratilu mjenjača slobodno okreću, sve dok jednoga od njih spojka ne poveže s vratilom. Tarnim dodirom spojka prethodno dovede vratilo na isti, sinkroni, broj okretaja što ga ima i zupčanik, pa se kod tih mjenjača promjena može obaviti i tijekom rada stroja. Kod automatskoga mjenjača ukopčavanje obavlja poseban mehanizam što ga aktivira centrifugalna sila utega u ovisnosti o broju okretaja motora, ili se izbor prijenosnog omjera provodi računalnim sustavom. Kontinuiranu promjenu broja okretaja omogućuju hidraulični mjenjač brzine, koji se primjenjuje za prijenos većih snaga, tarni mjenjač brzine za prijenos malih zakretnih momenata, a u novije doba i električni mjenjač brzine, ako je pogonski stroj elektromotor. Za manje snage upotrebljava se i varijator, to jest mjenjač brzine sa širokim klinastim remenom i sastavljenim remenicama koje za vrijeme rada mogu mijenjati dodirni promjer rastavljanjem ili približavanjem svojih polovica.

### Reduktor
Reduktor (lat. reductor: voditelj natrag) je uređaj ili mehanički prijenosnik s pomoću kojega se smanjuje brzina vrtnje pogonskoga vratila, radnoga vretena i drugog, a pritom se brzina vrtnje pogonskoga stroja ili motora ne mijenja. Ugrađuje se između motora i radnoga dijela nekoga stroja, vozila i slično kako bi se brzina vrtnje alata, pogonskih kotača ili drugog prilagodila uvjetima rada. Prijenos snage i gibanja kod reduktora se izvodi posebnim oblikom njegovih dijelova (na primjer zupčanici) ili trenjem (na primjer remen), a prijenosni omjer veći je od jedan.

### Multiplikator
Multiplikator (kasnolat. multiplicator, od lat. multiplicare: umnožiti, povećati), u strojarstvu, je uređaj s pomoću kojega se povećava brzina vrtnje pogonskoga vratila, radnoga vretena i drugog, a pritom se brzina vrtnje pogonskoga stroja ili motora ne mijenja. Pretežno se to ostvaruje zupčanim prijenosom sa stalnim ili promjenljivim prijenosnim omjerom, pa se multiplikator konstruktivno gotovo jednako izvodi kao i reduktor. Primjenjuje se kod ventilatora, aksijalnih kompresora i drugih strojeva s većim brojem okretaja nego što ga ima pogonski stroj. Satni mehanizam je multiplikator koji vrlo sporo kretanje satne opruge sustavom zupčanika ubrzava do brzine vrtnje sekundne kazaljke.

### Prijenosni omjer
Prijenosni omjer ili prijenosni odnos prijenosnika (oznaka: R) je omjer brzina ulaznog (pogonskog) i izlaznog (gonjenog) člana prijenosnika. Kod zupčanog prijenosnika obodna brzina ulaznog (pogonskog) i izlaznog (gonjenog) zupčanika mora biti jednaka:
{\displaystyle v=r_{A}\cdot \omega _{A}=r_{B}\cdot \omega _{B}\!}
gdje je: rA – polumjer kinematske kružnice pogonskog (ulaznog) zupčanika, rB – polumjer kinematske kružnice gonjenog (izlaznog) zupčanika, ωA – kutna brzina pogonskog (ulaznog) zupčanika, ωB – kutna brzina gonjenog (izlaznog) zupčanika.
Broj zubiju zupčanika je razmjeran polumjeru zupčanika, pa vrijedi:
{\displaystyle {\frac {\omega _{A}}{\omega _{B}}}={\frac {r_{B}}{r_{A}}}={\frac {N_{B}}{N_{A}}}.}
gdje je: NA – broj zubiju pogonskog zupčanika, NB – broj zubiju gonjenog zupčanika. Prema tome, prijenosni omjer zupčanog prijenosnika je:
{\displaystyle R={\frac {\omega _{A}}{\omega _{B}}}={\frac {N_{B}}{N_{A}}}.}
Iz ove jednadžbe se može zaključiti da je broj zubiju gonjenog (izlaznog) zupčanika veći od pogonskog zupčanika, ali isto da se pogonski zupčanik okreće brže od gonjenog zupčanika. Prema najnovijim ISO propisima treba prijenosnom omjeru dodati negativni predznak ako je smjer vrtnje jednog zupčanika suprotan smjeru vrtnje drugog zupčanika.
Momenti sile se odnose:
{\displaystyle R={\frac {T_{B}}{T_{A}}},}
gdje je: TA – moment sile pogonskog (ulaznog) zupčanika, TB -  moment sile gonjenog (izlaznog) zupčanika.
Ako je prijenosni omjer prijenosnika veći od 1 (R ˃ 1), onda se kod tog prijenosnika kutna brzina smanjuje na izlazu, pa se takvi prijenosnici nazivaju reduktori. Prednost reduktora je da mu se moment sile na izlazu povećava. 
Ako je prijenosni omjer prijenosnika manji od 1 (R ˂ 1), onda se kod tog prijenosnika kutna brzina povećava na izlazu, pa se takvi prijenosnici nazivaju multiplikatori. Nedostatak multiplikatora je da mu se moment sile na izlazu smanjuje.
Kod remenskog i tarnog prijenosa podjelimo promjer pogonske remenice s promjerom gonjene remenice.

## Vrste mehaničkog prijenosa

### Tarni prijenos
Tarni prijenos je strojni dio kojim se prenosi gibanje od jedne tarenice na drugu samo trenjem dodirnih površina. Zbog toga može kod tarnih prijenosnika doći do proklizavanja, a i puzanja. Razlikujemo tarne prijenosnike:
- s konstantnim prijenosnim omjerom
- s mogućnošću kontinuirane promjene prijenosnog omjera i
- s mogućnošću promjene gibanja

Tarni prijenosnici odlikuju se jednostavnom izradom, malim razmakom osi i niskim troškovima održavanja. Proklizavanje je određena mogućnost zaštite protiv preopterećenja. Nedostatak tarnih prijenosnika je puzanje, koje se ne može izbjeći, te potreba za velikim tlačnim silama, što opet izaziva visoko opterećenje ležaja. Vijek trajanja tarnih prijenosnika i snage koje se mogu prenositi zavise od svojstava materijala tarenica (tvrdoća, čvrstoća, otpornost na trošenje). 

### Zupčanički prijenos
Zupčanik je strojni dio (element) valjkasta ili stožasta oblika s ravnomjerno raspoređenim zupcima po obodu. U paru s drugim zupčanikom, pri čem je svaki učvršćen na svojem vratilu, služi za prijenos rotacijskoga gibanja (vrtnja) i snage između vratila. Jedan ili više parova zupčanika, s vratilima, ležajevima, kućištem i odgovarajućim priborom, čine zupčanički prijenosnik. Svaki par zupčanika čini jedan stupanj prijenosa, pa zupčanički prijenosi mogu biti jednostupanjski ili višestupanjski. Poput drugih mehaničkih prijenosnika najčešće služe za redukciju brzine vrtnje od pogonskoga na gonjeno vratilo, to jest od pogonskoga na gonjeni stroj. Oblik zupčanika ovisi o međusobnom položaju pogonskog i gonjenoga vratila. Ako su vratila usporedna, prijenos gibanja ostvaruje se valjkastim (cilindričnim) zupčanicima s ravnim, kosim, ili strjelastim zupcima, pri čem veći zupčanik može imati i unutrašnje ozubljenje. U tu skupinu pripadaju i ozubljene letve (zupčanici s beskonačnim promjerom), kojima se rotacijsko gibanje zupčanika pretvara u ravnocrtno gibanje letve ili, rjeđe, obratno. Ako se osi vratila međusobno sijeku (najčešće pod pravim kutom), prijenos gibanja ostvaruje se stožastim (koničnim) zupčanicima ili stožnicima. Kada se osi pogonskog i gonjenoga vratila mimoilaze, prijenos se ostvaruje zupčanicima koji teorijski imaju oblik hiperboloida, a aproksimiraju se stožastim zupčanicima (takozvani hipoidni prijenos) ili valjkastim zupčanicima (vijčani prijenos), sa zakrivljenim ili kosim zupcima. Često se primjenjuju i pužni prijenosi, koji se sastoje od pužnoga vijka (zupčanika malog promjera izduženoga u aksijalnom smjeru) i pužnoga kola (zupčanika s kosim zubima s kutom nagiba i bokovima prilagođenima navoju pužnoga vijka). Za pravilan rad zupčanika u zahvatu, točke trenutačnoga dodira zubaca koji se nalaze u zahvatu moraju imati jednake komponente brzina (gledano u smjeru okomice na zajedničku tangentu u točki dodira). Tada će prijenosni omjer tijekom valjanja jednoga zupca po drugom ostati nepromijenjen, što se postiže posebnim oblikovanjem boka zubaca u obliku krivulje. Zupčanici s takozvanim evolventnim ili kvazievolventnim bokom zubaca (evolventno ozubljenje) čine oko 98 % zupčanika. U prednosti su pred ostalim zupčanicima, jer su neosjetljivi na manje promjene osnoga razmaka (izazvane na primjer pogrješkama u montaži) i izradba im nije tako zahtjevna kao što je to na primjer kod cikloidnog ozubljenja. Većina današnjih zupčanika ima normirana geometrijska svojstva (uglavnom preko takozvanog modula zupčanika), na primjer promjer diobene kružnice (kružnica prema kojoj se određuje razmak zubi), broj zuba, korak zuba (razmak među zubima mjeren po diobenoj kružnici), vanjski promjer zupčanika.
Preteča su današnjih zupčanika primitivni drveni zupčanici, s letvicama ili stupićima (svornjacima) umjesto zubaca. Služili su čak i za prijenose gibanja s osima koje se sijeku, a rabili su se već u starom Egiptu, približno između 3000. i 2000. pr. Kr., u uređajima za natapanje. Poslije ih je usavršio Arhimed oko 285. pr. Kr. Danas se zupčanici najčešće izrađuju od metala (čelika ili bronce) ili plastike, tek iznimno od drva, i to lijevanjem, te odvalnim glodanjem ili dubljenjem.

### Remenski prijenos
Remenski prijenos prenosi sile i okretna gibanja između vratila, a naročito je prikladan za veće razmake osi vratila. Zbog elastičnosti remena, remenski prijenosi rade gipkije nego lančani i zupčani prijenos. Dio remena između dvije remenice remenskog prijenosa koji vuče naziva se vučni ogranak, a drugi, povratni, slobodni ogranak remena. Remenski prijenos spade u najjeftinije prijenosnike snage. Da bi prenosio snagu, nije potrebno značajno podešavanje osi dviju vratila. Remenski prijenos se sastoji najmanje od remena i dvije remenice. Njegov prijenos je miran i bez velike buke, za razliku od drugih vrsta prijenosa. 

### Lančani prijenos
Lančani prijenos, slično remenskom prijenosu sa zupčastim remenom, prijenos snage vrši pomoću veze oblikom. Plosnatim i klinastim remenom prenosi se snaga i gibanje pomoću veze silom (trenje). Lančani prijenos se upotrebljava tamo gdje je remenski prijenos nemoguć zbog loših prostornih i prijenosnih prilika ili razmaka osi vratila. Lančani prijenosi s manjim obuhvatnim kutom i manjim razmakom osi mogu prenositi znatno veće sile nego remenski prijenos. Općenito im nije potrebno nikakvo predzatezanje, te prema tome manje opterećuju vratila. Lančani prijenosi međutim ne rade elastično i potrebno im je bolje održavanje, jer se moraju podmazivati, a često ih treba zaštititi protiv utjecaja prašine. Lanci i lančanici su znatno skuplji od remena i remenice. Dobri su u gradnji transportnih uređaja, u industriji motornih vozila, za bicikle i kod poljoprivrednih strojeva.   
Vučni ogranak lančanog prijenosa treba da bude po mogućnosti na gornjoj strani. Kosi položaj prijenosnika je povoljan, dok je okomiti položaj nepovoljan zbog loših zahvata na donjoj lančanici (provjes lanca). Zbog toga su kod vertikalnih lančanih prijenosnika potrebni zatezni lančanici. Okomiti položaj vratila treba po mogućnosti izbjegavati, jer lančane spojnice taru po čeonoj strani lančanika i tako se brzo troše. Budući da se i lanci plastično deformiraju, treba predvidjeti mogućnost naknadnog zatezanja, npr. zatezne lančanike ili zatezna vratila. Kao granica dopuštenog provjesa uzima se oko 2 % razmaka vratila. Lanci su izloženi vibracijama, naročito u pogonu s udarima i kod motora s unutarnjim izgaranjem, što izaziva nemiran rad. Zbog toga su često potrebni prigušivači titranja.

### Konopni prijenos
Konopni prijenos ili užni prijenos kao bitne dijelove mehaničkog prijenosa imaju dva kola i gibljivi dio koji prenosi snagu s jednoga na drugo kolo. Za gibljivi dio ovih prijenosa služe konopi od prirodnog ili umjetnog vlakna i čelična užad, pa se, već prema tome, govori o konopnom ili užnom prijenosu. Također, već prema tome, i kola ovih prijenosa nazivaju se konopnicama, ili užnicama. Slično kao i kod remenica prijenosa klinastim remenjem i vijenci konopnica i užnica imaju žlijebove prilagođene obliku gibljivog dijela.
U usporedbi s remenjem gibljivi dijelovi ovih prijenosa općenito su manje savitljivi. Zbog toga promjeri njihovih kola moraju biti razmjerno veliki (barem 800 mm). Iz istih razloga, kao i kod remenskog prijenosa, i kod konopnog i užnog prijenosa vučni krak mora se nalaziti ispod slobodnog. Osni razmaci u kojima se može primijeniti konopni prijenos s gibljivim dijelom od običnih materijala jesu od 6 do 12 m, najmanji osni razmaci za prijenos čeličnom užadi od 15 do 25 m, a najveći dosežu do 150 m. Provjes gibljivih dijelova ovih prijenosa zahtijeva podupiranje potpornim točkovima svakog konopa, odnosno užeta dužeg od 20 do 25 m. 
Najveći prijenosni omjer ovih prijenosa obično ne prelaze 3; njihove su obodne brzine od 15 do 30 m/s, a stupanj korisnog djelovanja od 0,96 do 0,98.

## Vanjske poveznice

### Sestrinski projekti
|  | Zajednički poslužitelj ima još gradiva o temi Mehanički prijenos |

### Mrežna mjesta
- www.fsb.unizg.hr – M. Opalić: Prijenosnici snage i gibanja